# Halocharis sulphurea
Halocharis sulphurea là loài thực vật có hoa thuộc họ Dền. Loài này được (Moq.) Moq. mô tả khoa học đầu tiên năm 1849.